# Туапсе (река)
Туапсе (рус. Туапсе) мања је река на југу европског дела Руске Федерације. Протиче преко југозападних делова Краснодарске покрајине, односно преко њеног Туапсиншког рејона. Име реке изведено је из адигејског језика и у дословном преводу има значење „две реке”.
Извире на западним обронцима Великог Кавказа одакле тече у смеру Црног мора у које се улива код истоименог града Туапсе. Дужина водотока је 35 km, површина басена је око 352 km², док је просечан проток у зони ушћа 14,2 m³/s. Најважније притоке су реке Чилипси (21 km) и Ципка (10 km) са десне и Пшенахо (20 km) са леве стране. 
Река Туапсе је позната по својим бујичним периодима и, пре регулисања њеног корита у доњем делу тока, по честим поплавама са неретко катастрофалним последицама. 